# Lameck Banda
Lameck Banda, né le 29 janvier 2001 à Lusaka en Zambie, est un footballeur international zambien. Il évolue au poste d'ailier gauche à l'US Lecce.

## Biographie

### En club
Né à Lusaka en Zambie, Lameck Banda commence sa carrière dans son pays natal, au ZESCO United. Le 10 juillet 2019, Banda rejoint le club russe de l'Arsenal Toula. Il joue son premier match pour son nouveau club le 12 juillet 2019, lors de la première journée de la saison 2019-2020 de première division russe face au FK Dynamo Moscou. Il est titularisé et les deux équipes se neutralisent (1-1 score final).
Le 3 septembre 2020, Lameck Banda est prêté au Maccabi Netanya, en Israël. Il joue son premier match le 14 septembre 2020 contre le Bnei Sakhnin FC. Il est titularisé et délivre une passe décisive lors de ce match remporté par son équipe (7-0 score final).
Le 4 août 2022, Lameck Banda rejoint l'Italie pour s'engager en faveur de l'US Lecce. Il signe un contrat de quatre ans plus une année en option. Banda joue son premier match pour Lecce le 13 août 2022, lors de la première journée de la saison 2022-2023 de Serie A, contre l'Inter Milan. Il entre en jeu à la place de Federico Di Francesco (en) et son équipe s'incline par deux buts à un. Le 12 novembre 2022, Banda inscrit son premier but pour Lecce, lors d'une rencontre de championnat face à la Sampdoria de Gênes. Titulaire, il contribue à la victoire de son équipe par deux buts à zéro,,. Il devient à cette occasion le premier joueur zambien à marquer un but dans l'histoire de la Serie A.

### En sélection
Lameck Banda représente l'équipe de Zambie des moins de 23 ans et participe avec celle-ci à la Coupe d'Afrique des nations des moins de 23 ans en 2019. Lors de cette compétition organisée en Égypte, il prend part à trois matchs. Avec un bilan d'un nul et deux défaites, la Zambie ne parvient pas à dépasser le premier tour du tournoi.
Lameck Banda honore sa première sélection avec l'équipe nationale de Zambie lors d'un match amical face au Congo le 25 mars 2022. Il est titularisé lors de cette rencontre remportée par son équipe sur le score de trois buts à un.  En décembre 2023, il est retenu dans la liste des vingt-sept joueurs zambiens sélectionnés par Avram Grant pour disputer la Coupe d'Afrique des nations 2023.